# Gratsian Botev
Gratsian Botev, né le 12 décembre 1928 à Leningrad et décédé le 16 août 1981 toujours à Leningrad, est un Céiste soviétique. Il a remporté la médaille d'or en C2 sur 10 000m et la médaille d'argent en C2 sur 1 000m lors des Jeux de Melbourne 1956 avec son compatriote Pavel Kharin.

## Palmarès
- Champion olympique en C2 10 000m aux Jeux olympiques d'été de 1956 à Melbourne ( Australie)
- Médaillé d'argent en C2 1 000m aux Jeux olympiques d'été de 1956 à Melbourne ( Australie)